# Buslijn 153 (Amsterdam-Almere)
Buslijn 153 zijn twee voormalige buslijnen die Amsterdam met Almere verbonden. 

## Geschiedenis
Het middelste deel van de eerste lijn 153, het traject tussen Muiden en Weesp, vindt zijn oorsprong in de door het Amsterdamse tourincarbedrijf Labeto geëxploiteerde particuliere buslijn sinds 1923. 

### Lijn 9
In 1939 werd de Commissie Vergunningen Personenvervoer door de Kroon ingesteld
en werd de concessie toegewezen aan de Gooische Stoomtram. Deze maatschappij fuseerde in 1942 met de   
NBM die de lijn als lijn 9 van Muiderberg via Weesp naar Nigtevecht reed.

### Lijn 42 en 34
Met de zomerdienst 1958 werd bij de NBM een nieuw lijnnummerschema ingevoerd waarbij belangrijke doorgaande lijnen een rond tiental als lijnnummer kregen en aantakkende lijnen een daaropvolgend lijnnummer. 
Lijn 7 werd hierbij vernummerd in lijn 40 waarbij de aantakkende lijn 9 het lijnnummer 42 kreeg. In 1973 werd de lijn vernummerd in lijn 34 waarbij het traject tussen Muiden en Muiderberg verviel en de passagiers werden verwezen naar lijn 36.

### Lijn 31 en 131
In 1974 werd de lijn opnieuw vernummerd, nu in lijn 31. In 1977 werd de lijn in Weesp geknipt en werd gesplitst in lijn 31 tussen Weesp en Muiden en lijn 30 tussen Weesp en Nigtevecht. In 1980 werden in het Gooi de lijnnummers met 100 verhoogd en kreeg de lijn het lijnnummer 131 tot aan de opheffing in 1982.   

## Lijn 153 I
Lijn 153 werd in mei 1982 ingesteld tussen Amstelstation, Bijlmermeer en Almere Haven ter vervanging van lijn 131. De lijn was een samenwerking tussen de toenmalige streekvervoerders Centraal Nederland en VAD maar werd in de praktijk alleen door eerstgenoemd bedrijf gereden met zowel Amsterdamse als Hilversumse bussen. 
Een jaar later, in mei 1983, kwam er een nieuw Bijlmerbusnet en werd ook lijn 153 tot Weesp ingekort. De vrijgekomen route (Station Bijlmer-Weesp) ging grotendeels naar Schiphollijn 174 en de nieuwe seizoenlijn 179 (garage Amstel III-Amstelstation). Lijn 153 reed vanaf toen uitsluitend met Hilversumse bussen.
In 1994 werd CN opgedeeld (feitelijk teruggesplitst) in NZH en Midnet (fusie met VAD en Westnederland Nieuwegein); lijn 153 was voortaan een Midnetlijn en werd tot aan de opheffing nog verder ingekort tot Weesp-Muiden. Sinds december 2005 is dit traject onderdeel van lijn 110.

### Afsplitsingen

#### Lijn 30, 130, 122 en 522
Het overgebleven traject tussen Weesp en Nigtevecht werd in 1977 vernummerd in lijn 30. De lijn werd gereden met één minibusje die bij een chauffeur in Weesp thuis werd gestald om lange garageritten te voorkomen. In oktober 1980 werd het lijn 130. In 2001 werd de lijn vernummerd in lijn 122 en vanuit Nigtevecht doorgetrokken naar Vreeland, Loenen en Station Utrecht Overvecht. Na 2005 werd de lijn ingekort tot Vreeland.
In december 2016 werd de lijn overgedragen aan Syntus Utrecht en werd buurtbus lijn 522 en verlegd door het dorp van Loenen. Voor de bewoners van het tot Amsterdam-Zuidoost behorende dorp Driemond is dit op zaterdag en zondag overdag met een oversteek over de Weesperbrug de enige openbaar vervoer verbinding.

## Lijn 153 II
Na de hereniging van NZH en Midnet bij Connexxion kwamen er, ter aanvulling op lijn 158 twee spitslijnen (261 en 263) tussen station Holendrecht en Almere; deze werden in 2009 tot 153 en 155 vernummerd. In december 2017 ging de concessie Almere naar Keolis en werd lijn 153 opgeheven. Daarmee verviel de rechtstreekse verbinding naar Almere-Buiten.